# ارتش خلق مغولستان
ارتش خلق مغولستان (به مغولی: Монголын Ардын Арми) که با عناوین ارتش انقلابی خلق مغولستان (به مغولی: Монгол Ардын Хувьсгалт Цэрэг) یا ارتش سرخ مغولستان (به مغولی: Монгол Улаан армийн) نیز شناخته می‌شد، نهادی از حزب انقلابی خلق مغولستان بود که به‌عنوان نیروهای مسلح جمهوری خلق مغولستان تشکیل شده‌بود. 
این ارتش در ۱۸ مارس ۱۹۲۱ به‌عنوان یک ارتش ثانویه تحت فرماندهی ارتش سرخ شوروی در طول دهه ۱۹۲۰ و در طول جنگ جهانی دوم تأسیس شد. در سال ۱۹۹۲، ساختار ارتش تغییر کرد و سپس سازماندهی مجدد شد و به نیروهای مسلح مغولستان تغییر نام داد.

## پیشینه

### ایجاد ارتش
یکی از اولین اقدامات مقامات جدید حزب انقلابی خلق مغولستان، ایجاد ارتش کمونیستی بومی در سال ۱۹۲۱ به رهبری فرمانده سواره نظام ماهر دامدین سوخباتور به‌منظور مبارزه با نیروهای روسی از جنبش سفید و نیروهای چینی بود. تصمیم برای ایجاد ارتش در ۹ فوریه ۱۹۲۱ گرفته شد.

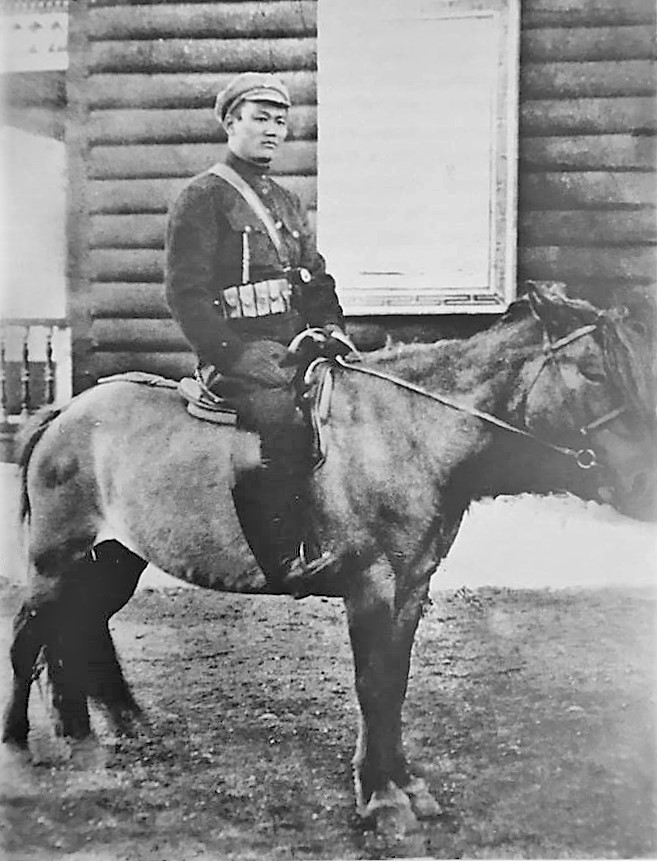
سوخباتور یکی از بنیانگذاران ارتش خلق مغولستان

در ۱۳ مارس ۱۹۲۱، چهار هنگ سواره نظام از دسته‌های پارتیزانی تشکیل شد. ارتش انقلابی خلق مغولستان توسط ارتش سرخ جمهوری فدراتیو سوسیالیستی روسیه شوروی، که به تأمین امنیت جمهوری خلق مغولستان کمک می‌کرد، حداقل تا سال ۱۹۲۵ در قلمرو آن باقی ماند. پس از آن یک شورای نظامی در میان رهبری نظامی تشکیل شد، در حالی که ستاد کل ارتش توسط متخصصان شوروی رهبری می‌شد.
در سپتامبر ۱۹۲۳، در حومه شهر اورگا (اولان‌باتور) اولین مدرسه سواره نظام و یک مدرسه توپخانه افتتاح شد و یک سال بعد، انتشار روزنامه ارتش آغاز شد. در ۱۶ اکتبر ۱۹۲۵، مغولستان قانونی را در مورد خدمت اجباری عمومی تصویب کرد و در سال ۱۹۲۶، ایجاد گروه‌های موقت شبه نظامیان مردمی آغاز شد.

## درگیری‌های دهه ۱۹۳۰ و جنگ جهانی دوم
در ابتدا در جریان شورش‌های بومی در اوایل دهه ۱۹۳۰ و تحقیقات مرزی ژاپن که در اواسط دهه ۱۹۳۰ آغاز شد، نیروهای ارتش سرخ شوروی در مغولستان چیزی بیش از مربیان ارتش بومی و نگهبانان تأسیسات دیپلماتیک و تجاری نبودند. همچنین ارتش در داخل کشور در سرکوب قیام مسلحانه ۱۹۳۲ شرکت کرد. و در بسیاری از درگیری‌های مرزی علیه مانچوکو و ارتش کوانتونگ یکی از بزرگترین بخش‌های ارتش امپراتوری ژاپن و ارتش انقلابی ملی چین شرکت داشت. ارتش امپراتوری ژاپن بین سال‌های ۱۹۳۲ تا ۱۹۳۴ تعداد ۱۵۲ حادثه جزئی را در مرز منچوری ثبت کرد. تعداد حوادث در سال‌های ۱۹۳۵ و ۱۹۳۶ به بیش از ۱۵۰ مورد در سال افزایش یافت و همینطور مقیاس حوادث بزرگ‌تر شد.
در ژانویه ۱۹۳۵، اولین نبرد مسلحانه، حادثه نبرد معبد خالخین در مرز بین مغولستان و مانچوکو رخ داد. از این باب تعداد زیادی از واحدهای سواره نظام مغولستان با یک واحد گشت ارتش مانچوکو در نزدیکی معبد بودایی خالخین درگیر شدند. ارتش مانچوکو متحمل تلفات جزئی از جمله مرگ یک مستشار نظامی ژاپنی شد.

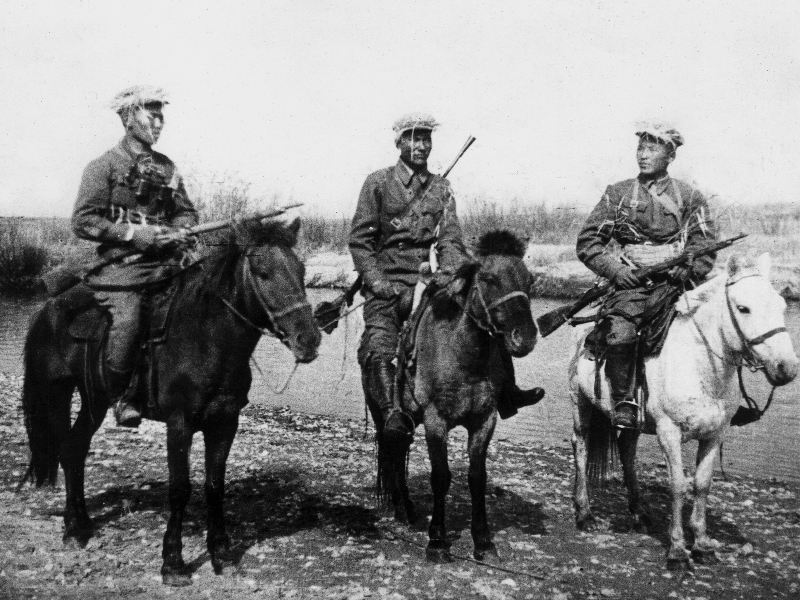
سواره نظام مغولستان در خالخین گل (۱۹۳۹)

حادثه اورادوگا بین دسامبر ۱۹۳۵ و مارس ۱۹۳۶ رخ داد. در این نبردها، هر دو ارتش ژاپن و مغولستان از تعداد کمی خودروهای زرهی جنگی و هواپیماهای نظامی استفاده کردند.

در نبردهای ۱۹۳۹ خالخین گل نیروهای ارتش سرخ به‌شدت مسلح به فرماندهی گئورگی ژوکوف با کمک نیروهای مغولی به فرماندهی خورلوگین چویبالسان قاطعانه نیروهای ارتش امپراتوری ژاپن تحت فرماندهی میچیتارو کوماتسوبارا را شکست دادند. چویبالسان در اوایل سال ۱۹۴۴، در طی ملاقاتی با ژوزف استالین در مسکو خواستار کمک نظامی به ارتش انقلابی خلق مغولستان برای حفاظت مرزی شد. همچنین واحدهای ارتش خلق مغولستان نیز در جناح غربی تهاجم شوروی به منچوری در سال ۱۹۴۵ پشتیبانی و با ارتش سرخ شوروی متحد شدند.

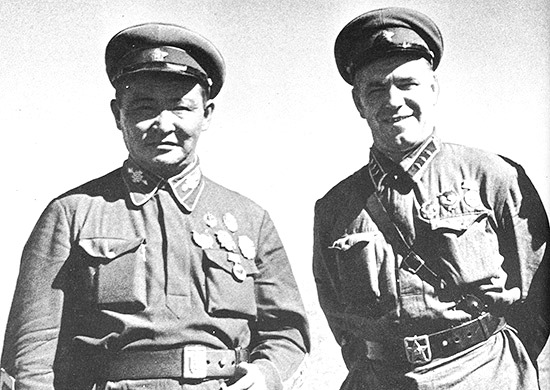
گئورگی ژوکوف و خورلوگین چویبالسان (سمت چپ) در جریان نبرد خالخین گل

### سرکوب استالینیستی علیه ارتش خلق مغولستان
در طول ۱۸ ماه خشونت، راهبانی که اعدام نشده‌بودند به زور به ارتش خلق مغولستان فرستاده شدند. در همان زمان، ۱۸۷ نفر از رهبری نظامی به دستور مارشال چویبالسان کشته شدند و همچنان  ارتش با گروه‌های اطلاعاتی ارتش سرخ شوروی و ان‌کا‌وده مرتبط ماند.

### دوران جنگ سرد
در طول حادثه پی تا شان، سواره نظام مسلمان چین نخبه چینگهای توسط کومینتانگ چین برای از بین بردن مواضع مغول‌ها و روس‌ها در سال ۱۹۴۷ اعزام شدند. هدف ارتش مغولستان دفاع ملی، حفاظت از نهادهای کمونیستی محلی و همکاری با نیروهای شوروی در اقدامات نظامی آینده علیه دشمنان بیرونی، تا انقلاب دموکراتیک ۱۹۹۰ در مغولستان بود. در فوریه ۱۹۵۷، پلیتبوروی کمیته مرکزی حزب انقلابی خلق مغولستان قطعنامه‌ای در مورد تأسیس انجمنی داوطلبانه برای کمک به ارتش خلق تصویب کرد. در سال ۱۹۶۱، انجمن دفاع و کار توسط شورای وزیران جمهوری خلق مغولستان تأسیس شد. اولین دفاع غیرنظامی در کشور در سال ۱۹۶۴ به‌عنوان گردان ۱۲۲ دفاع غیرنظامی ارتش خلق مغولستان تأسیس شد. علاوه بر این، تمام شهروندان مغولستان موظف به شرکت در آموزش دفاع غیر نظامی بودند که توسط دفتر دفاع مدنی وزارت دفاع سازماندهی شده بود.

## آموزش

### تلقین سیاسی
واحد مدیریت سیاسی مرکزی در ارتش در سال ۱۹۲۱ به‌منظور نظارت بر کار کمیسارهای سیاسی و هسته‌های حزبی در تمام واحدهای ارتش و ایجاد ارتباط سیاسی با کمیته مرکزی حزب انقلابی خلق مغولستان در ارتش تأسیس شد. این یگان به منظور بالا بردن روحیه و جلوگیری از تبلیغات سیاسی دشمن خدمت می‌کرد. بیش از یک سوم واحدهای ارتش، اعضای حزب و بقیه در اتحادیه جوانان انقلابی مغولستان بودند.
ارتش سرخ مغول شصت درصد از بودجه دولت را در سال‌های اولیه دریافت کرد و از ۲،۵۶۰ سرباز در سال ۱۹۲۳ به ۴،۰۰۰ نفر در سال ۱۹۲۴ و به ۷،۰۰۰ نفر در سال ۱۹۲۷ افزایش یافت. پلیس مخفی و مأموران کمینترن مغول بوریات به‌عنوان مدیر عمل می‌کردند و قدرت واقعی کشور را هر چند تحت هدایت مستقیم شوروی نمایندگی می‌کردند.

### تعلیم
تا سال ۱۹۲۶، دولت برنامه‌ریزی کرد که سالانه ۱۰،۰۰۰ سرباز وظیفه را آموزش و دوره آموزشی را به شش ماه افزایش دهد. گزارش‌های اطلاعاتی چین در سال ۱۹۲۷ نشان می‌دهد که بین ۴۰،۰۰۰ تا ۵۰،۰۰۰ سرباز ذخیره می‌توانند در کوتاه‌مدت جمع‌آوری شوند. در سال ۱۹۲۹ یک بسیج عمومی برای آزمایش سیستم آموزشی و ذخیره فراخوانده شد. انتظار می رفت شرکت‌کنندگان ۳۰،۰۰۰ سرباز باشند اما تنها ۲۰۰۰ نفر حضور داشتند. این شکست باعث اصلاحات جدی در سیستم‌های استخدام و آموزش شد.

## تشکیلات

### استحکام
در سال‌های ۱۹۲۱-۱۹۲۷، نیروهای زمینی، تقریباً منحصراً سوارکار، حدود ۱۷،۰۰۰ سرباز سواره بودند و بیش از ۲۰۰ مسلسل سنگین، ۵۰ هویتزر کوهستانی، ۳۰ توپ صحرایی، ۷ اتومبیل زرهی و حداکثر تا ۲۰ تانک سبک داشتند.

### واحدهای اصلی و موتوریزه‌سازی

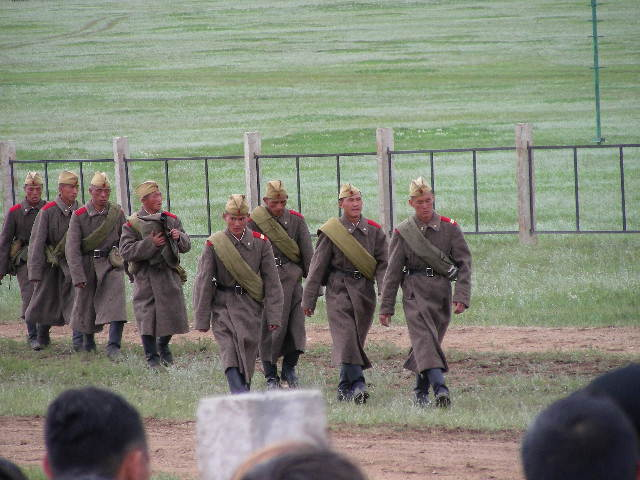
بازسازی ارتش خلق مغولستان در سال ۲۰۰۶

واحد اصلی هنگ سواره نظام ۲،۰۰۰ نفری بود که از سه اسکادران تشکیل شده بود. هر اسکادران بیش از ۶۰۰ نفر بوده و به پنج گروه تقسیم شد؛ یک گروهان مسلسل و یک واحد مهندسی؛ هنگ‌های سواره نظام در واحدهای بزرگتر؛ تیپ‌ها یا لشکرها  که شامل توپخانه و واحدهای پشتیبانی خدماتی بودند، سازماندهی شدند. مزیت اصلی این نیرو تحرک در فواصل زیاد در مغولستان بود. واحدهای کوچک قادر بودند بیش از ۱۶۰ کیلومتر را در ۲۴ ساعت طی کنند.

### فهرست لشکرهای ارتش مغولستان و سایر واحدها
- لشکر یکم سواره نظام
- لشکر دوم سواره نظام
- لشکر سوم سواره نظام
- لشکر چهارم سواره نظام
- لشکر پنجم سواره نظام
- لشکر ششم سواره نظام
- لشکر هفتم سواره نظام
- لشکر هشتم سواره نظام
- لشکر نهم سواره نظام
- لشکر دهم سواره نظام
- پیاده‌نظام مکانیزه هفتم
- هنگ سوم تانک مجزا
- هنگ سوم توپخانه
- لشکر مختلط هوانوردی
- هنگ مهندسی پدافند شیمیایی

## انشعاب

### نیروهای ویژه نیروی زمینی

#### سپاه زرهی
تحت کمپین حمایت شوروی از مکانیزاسیون، ارتش اولین واحد مکانیزه خود را در سال ۱۹۲۲ تشکیل داد. همچنین از نظر ساختار در نیروی زمینی سواره نظام نیمه مکانیزه در سایر یگان‌ها تا سال ۱۹۴۳ بین خودروهای زرهی سبک توزیع شده بود. همچنین ارتش از سال ۱۹۴۳ شروع به کار با موتور کرد.

#### نیروهای ضد هوایی
اگر چه توجه کمی به تسلیحات ضد هوایی در ارتش خلق مغولستان صورت گرفت، اما مشخص بود که چند ده واحد با منشأ شوروی در میان تجهیزات زرهی سبک توزیع می‌شدند.

### نیروی هوایی ارتش خلق مغولستان

راندل نیروی هوایی ارتش خلق مغولستان

هوانوردی ارتش خلق مغولستان با آموزش شوروی به شدت بهبود یافت و در یک بازه زمانی چند ساله به میزان زیادی پیشرفت کرد. در ماه مه ۱۹۲۵، یک هواپیمای یونکرس اف.۱۳ به‌عنوان اولین هواپیما در هوانوردی پدافندی و نظامی مغولستان وارد خدمت شد. در مارس ۱۹۳۱، اتحاد جماهیر شوروی سه فروند دی‌اچ.۹ای ایرکو را به ارتش خلق مغولستان اهدا کرد و مغولستان نیز سه فروند آر-۱ خریداری کرد.
در سال ۱۹۳۲، قیامی علیه کشاورزی اشتراکی آغاز شد که در آن آر-۱ های شوروی و مغولستان در اقدامات علیه شورش شرکت کردند. این هواپیما مأموریت‌های شناسایی، پرتاب اعلامیه و بمباران را انجام داد. اطلاعات چین گزارش می‌دهد که در سال ۱۹۴۵ نیروی هوایی خلق مغولستان با یک هنگ هوانوردی سه جنگنده و سه بمب افکن و یک مدرسه آموزش پرواز و اسکادران‌های هوایی بزرگتر بوده‌است. همچنین گزارش شد که مقر اصلی آن در بخش جاسوسی کنپیتای بوده‌است. در اکتبر ۱۹۴۴، کل واحدهای نیروی هوایی دارای ۱۸۰ هواپیما و ۱،۲۳۱ هواپیما بودند.
نیروی هوایی ارتش خلق مغولستان در نبرد خالخین گل که بزرگترین درگیری آن بود، پتانسیل کامل خود را به نمایش گذاشت. به غیر از رهگیری هواپیماهای مزاحم، هوانوردی خلق به شدت برای سرکوب جنبش های شورشیان داخلی مورد استفاده قرار گرفت.
گفتنی است که نیروی هوایی خلق مغولستان انواع مختلفی از هواپیماها را به کار گرفته است.